# Tymovsky (huyện)
Huyện Tymovsky (tiếng Nga: ? райо́н) là một huyện hành chính tự quản (raion), của Tỉnh Sakhalin, Nga. Huyện có diện tích 6297 km², dân số thời điểm ngày 1 tháng 1 năm 2000 là 21500 người. Trung tâm của huyện đóng ở Tymovskoe.